# ミハイル・ドリヴォ＝ドブロヴォルスキー

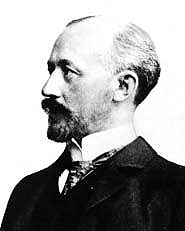
Mikhail Osipovich Dolivo-Dobrovolsky

ミハイル・オシポヴィチ・ドリヴォ＝ドブロヴォルスキー（ロシア語: Михаи́л О́сипович Доли́во-Доброво́льский; ドイツ語: Michail von Dolivo-Dobrowolsky or Michail Ossipowitsch Doliwo-Dobrowolski; ポーランド語: Michał Doliwo-Dobrowolski; 1862年1月2日（ユリウス暦 1861年12月21日） – 1919年11月15日（ユリウス暦 11月3日））は、ロシアの工学者、電気工事士、発明家。 

## 人物
サンクトペテルブルク近くのガッチナで、Mazowszeに起源を持つ祖父の家系であるポーランドの貴族とロシア人貴族の家系の間のつながりを通した混ざった起源を持つ家族のもと生まれた。ロシアのアレクサンドル2世の暗殺（1881年）ののち、その政治的視点の迫害によりドイツに移住した。ドイツのダルムシュタット工科大学で学び、1887年からAEGで働いた。

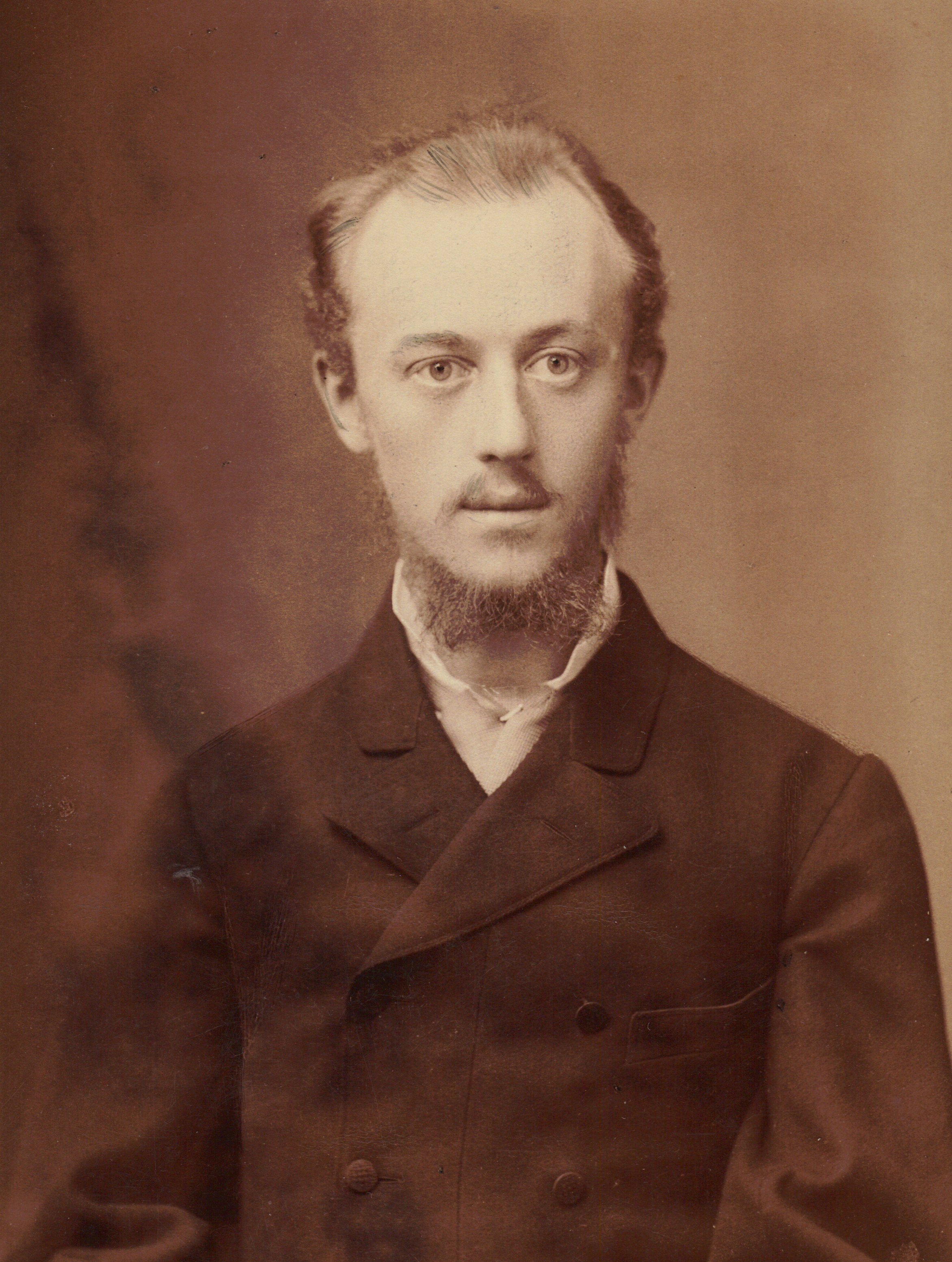
22歳のときのドブロヴォルスキー

多相電気システムの創始者の1人であり（他はニコラ・テスラ、ガリレオ・フェラリス、Jonas Wenström）、三相発電機や三相電動機を開発し(1888年)、Y-Δ結線を研究した。三相システムの成功は1891年のInternational Electro-Technical Exhibitionで展示され、ドリヴォ＝ドブロヴォルスキーはこのシステムを用いて176kmの距離を75%の効率で電力伝送を行った。1891年には三相変圧器や短絡（リスかご）誘導電動機を作成した。
1891年に世界初の三相水力発電所を設計した。生涯で60以上の特許を取得した。 
1911年、ダルムシュタット工科大学から名誉学位を授与された。ドイツのハイデルベルクで57歳で亡くなった。